# ボツワナの国章
ボツワナの国章（ボツワナのこくしょう）は、1966年1月25日に制定された紋章である。

## 意匠
西アフリカで良く見られる形状を持つ盾の両脇を、2頭のシマウマが支えている。盾の上部には工業を意味する3つの歯車が描かれている。水を表す3条の波と、国のモットーでもあるツワナ語で「雨」を意味する「PULA」という言葉が描かれている。このモットーはボツワナでの水の貴重さを表している。青いバナーは国章の下部でモットーを囲んでている。盾の下部には牛の頭が描かれており、ボツワナにおける牧畜の重要性を表している。シマウマは、ボツワナの自然の一部として重要である。右側のシマウマは国内で重要な穀物であるソルガムの穂を、左側のシマウマは以前の貿易品であった象牙を抱えている。